# Campeonato Sudamericano de Baloncesto de 1934

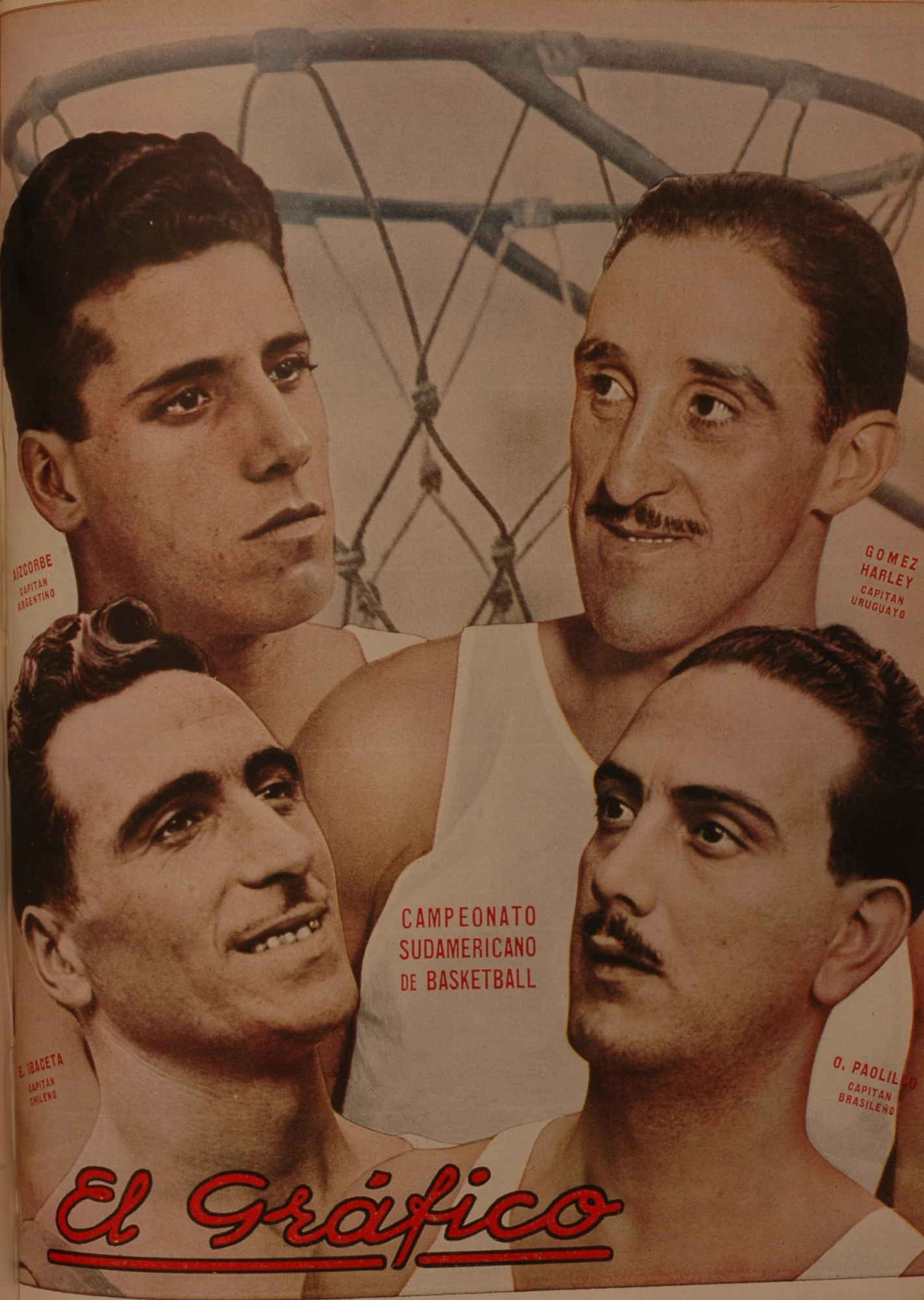
Los capitanes de los cuatro equipos en la portada de El Gráfico: Aizcorbe (Argentina), Gómez Harley (Uruguay), Ibaceta (Chile) y Paolillo (Brasil).

El Campeonato Sudamericano de Baloncesto de 1934 fue el tercer Campeonato Sudamericano de Baloncesto. Fue disputado en Buenos Aires, Argentina y ganado por Argentina.

## Posiciones finales
1. Argentina
2. Chile
3. Uruguay
4. Brasil

## Resultados

### Resultados
Cada equipo jugó con las otras tres selecciones dos partidos, con un total de seis partidos jugados por cada selección.
| Posición | Equipo    | G | P | PF  | PC  | Dif |
| -------- | --------- | - | - | --- | --- | --- |
| 1        | Argentina | 6 | 0 | 153 | 104 | +49 |
| 2        | Chile     | 3 | 3 | 136 | 157 | -21 |
| 3        | Uruguay   | 2 | 4 | 72  | 71  | +1  |
| 4        | Brasil    | 1 | 5 | 120 | 149 | -29 |

| Argentina | 26 - 25     | Brasil    |
| Brasil    | 29 - 32     | Chile     |
| Uruguay   | 0 - 2 (w/o) | Chile     |
| Uruguay   | 0 - 2 (w/o) | Brasil    |
| Argentina | 43 - 26     | Chile     |
| Argentina | 18 - 8      | Uruguay   |
| Chile     | 31 - 17     | Brasil    |
| Chile     | 25 - 33     | Uruguay   |
| Brasil    | 22 - 31     | Uruguay   |
| Brasil    | 25 - 29     | Argentina |
| Chile     | 20 - 35     | Argentina |
| Uruguay   | 0 - 2 (w/o) | Argentina |

| Argentina         |
| Campeón Argentina |
| Primer título     |